# Kaçarlar
Kaçarlar ist ein Dorf im Landkreis Pertek der türkischen Provinz Tunceli. Im Jahr 2011 lebten in Kaçarlar 115 Menschen.